# Alborz
Alborz (perz. البرز, također poznat i pod imenima Alburz, Elburz ili Elborz) je planinski lanac u sjevernom Iranu.

## Etimologija
Ime „Alborz” potječe od Harā Bərəzaitī, legendarne planine koja se spominje u zoroastrijskoj svetoj knjizi Avesti. Naziv legendarne planine proizlazi iz protoiranskog imena Harā Bṛzatī (Hara = „čuvar”, „stražar” + Brzant = „visoko”). Identičnu etimologiju dijeli i kavkaska planina Elbrus čiji je naziv metateza imena „Alborz”.
Zoroastrijanci lanac identificiraju kao obitavalište Pešjotana, a zoroastrijanska filozofska škola Ilm-e Hšnum planinu Damavand identificira kao dom Saheb-e Dilana („Gospodar Srca”). U iranskom nacionalnom epu Šahnami, pjesnik Firdusi govori o planinama „kao da leže u Indiji”. To može ukazati na raniju upotrebu istog naziva za razne druge planinske vrhove kao što su Elbrus na Kavkazu i Elbariz (Albariz) u Kermanskoj pokrajini iznad Hormuškog tjesnaca. Također, u 19. stoljeću u sjeverozapadnom dijelu Hindukuša odnosno južno od Balha na britanskim vojnim zemljvodima jedan se vrh spominjao kao Elburz. Sva ta imena ukazuju na iransko jezično podrijetlo i dijele identifikaciju s legendarnom planinom Harā Bərəzaitī iz Aveste.

## Zemljopis
Alborz se proteže od granica s Azerbajdžanom i Armenijom na sjeverozapadu i južnim rubom Kaspijskog jezera na jugu, a završava na istoku na granici s Turkmenistanom i Afganistanom. Sastavni dio ovog gorja je i planina Damavand čiji je vrh od 5621 m najviši na Bliskom istoku. Gorje je široko svega 60-130 km, a predstavlja prirodnu granicu između južnog kaspijskog područja i teheransko-kazvinske visoravni koja je sjeverozapadni ogranak Iranske visoravni. 

## Geologija
Gorje Alborz sastoji se od sedimentnih nizova koji datiraju od gornjeg devona do oligocena, a dominira jurski vapnenac preko granitne jezgre. 

## Ekologija
S ekološkog gledišta južni dijelovi Alborza su uglavnom suhi s vrlo malo drveća, dok sjeverni obronci spadaju u kaspijsko-hirkanijsku ekoregiju koja je vrlo bogata šumama, prašumama i džunglama.

## Šport
Pod obroncima Alborza u okolici Teherana nalaze se i brojna skijališta među kojima su najpoznatiji Dizin, Šemšak, Točal i Darbandsar.

## Poveznice
- Zemljopis Irana
- Alborška pokrajina
- Damavand

## Vanjske poveznice
- (engl.) Elburz (Livius.org)

Ostali projekti
|  | Zajednički poslužitelj ima još gradiva o temi Alborz |